# 4137 Crabtree
4137 Crabtree (1970 WC) là một tiểu hành tinh vành đai chính được phát hiện ngày 24 tháng 11 năm 1970 bởi Luboš Kohoutek ở Bergedorf.